# Macromia tillyardi
Macromia tillyardi – gatunek ważki z rodziny Macromiidae.